# Amore per la musica
Amore per la musica è il trentaquattresimo album del cantante napoletano Salvo Nicolosi, del 2014.

## Tracce
1. 'A mugliere 'e n'amico
2. Nun me crere cchiù
3. Sto murenno d'ammore (feat. Corrado)
4. Giuro che ti amo
5. Tradirti
6. Nun te spuglià
7. Dimmi chi è (feat. Sabrina)
8. Viestete bella